# Pure Morning (singolo)
Pure Morning è un singolo del gruppo musicale britannico Placebo, pubblicato il 3 agosto 1998 come primo estratto dal secondo album in studio Without You I'm Nothing.

## Video musicale
Girato a Londra e diretto da Nick Gordon, il videoclip mostra Brian Molko su un tetto di un edificio sul punto di buttarsi da un momento all'altro, mentre di sotto polizia, pompieri ed altre persone lo osservano, per aiutarlo in caso di emergenza. Un poliziotto raggiunge il tetto, tuttavia è troppo tardi poiché Brian si è già gettato. Con sorpresa di tutti, però, la caduta si arresta e Brian finisce in piedi sulla facciata dell'edificio. Dopodiché, tra lo stupore generale, prosegue la discesa. Steve Hewitt e Stefan Olsdal compaiono nel quadro di persone che vengono arrestate dalla polizia per motivi sconosciuti.

## Tracce
CD e musicassetta (Europa e Australia)
1. Pure Morning (Radio Edit) – 3:59
2. Mars Landing Party – 1:45
3. Leeloo – 5:19

CD (Stati Uniti d'America)
1. Pure Morning (Radio Edit) – 4:00
2. Pure Morning (Album Version) – 4:22
3. Call Out Hook – 0:10

CD promozionale
1. Pure Morning (Radio Edit) – 3:59
2. Mars Landing Party – 1:45
3. Leeloo – 5:19
4. Pure Morning – 4:22
5. Needledick – 1:13
6. The Innocence of Sleep – 3:46

Vinile 7"
1. Pure Morning (Radio Edit) – 3:59
2. Mars Landing Party – 1:45
3. Leeloo – 5:19

Vinile 12"
1. Pure Morning (Les Rythmes Digitales Remix)
2. Pure Morning (Howie B Remix)
3. Pure Morning (MBV Remix)

Vinile 12" promozionale
1. Pure Morning (Radio Edit) – 4:00
2. Pure Morning (Album Version) – 4:22

## Classifiche
| Classifica (1998)             | Posizione massima |
| ----------------------------- | ----------------- |
| Australia                     | 49                |
| Regno Unito                   | 4                 |
| Stati Uniti (alternative)     | 19                |
| Stati Uniti (mainstream rock) | 40                |